# Cimitero di Grenelle
Il cimitero di Grenelle è un vecchio cimitero sito nell'odierno quartiere di Grenelle, un tempo comune a sé. Si trova in rue Saint-Charles, all'angolo di rue Cauchy.
Su una superficie di 64 ettari, venne creato nel 1835 in seguito alla separazione di Grenelle da Vaugirard, con l'annessione di entrambe le cittadine a Parigi, nel XV arrondissement.
Questo cimitero conta circa mille tombe; quelle di maggior rilievo sono quelle delle famiglie Rémondot e Schmid. Marius Rémondot (1867-1921) ed Henri Schmid (1872-1927), entrambi scultori, avevano sposato rispettivamente le sorelle Jeanne Schmitz (1871-1940) e Josephine Schimtz (1880-1969), due degli undici Schmitz i cui genitori sono sepolti nelle vicinanze.

## Composizione
La tomba della famiglia Remondot è sormontata da una statua in marmo bianco, datata 1910 e rappresenta un lutto.
La famiglia Schmid è rappresentata da un paio di statue di bronzo con una donna alata con in braccio il figlio morto: René, figlio di Henri e Joséphine Schmid morì all'età di 4 anni. L'originalità di questo monumento è dovuto in gran parte alla nuvola che sorge dalla tomba su cui sorgono i personaggi.
Louis Madelin fu uno storico francese e deputato nato a Neufchâteau l'8 maggio 1871 e morto a Parigi il 18 agosto 1956. Grande attivista durante la Rivoluzione francese e durante il Primo Impero francese, fu membro dal 1924 al 1928 sotto la bandiera della Federazione repubblicana e conservatore. Venne eletto all'Accademia francese.